# アーサー・ブリス

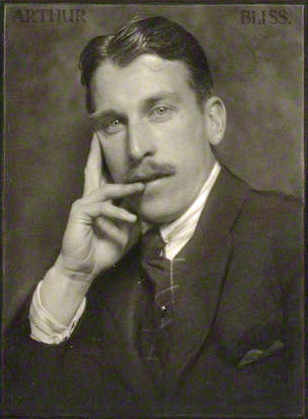
アーサー・ブリス

サー・アーサー・ブリス（Sir Arthur Bliss, 1891年8月2日 - 1975年3月27日）は、イギリスの作曲家。

## 人物・来歴
アーサー・ブリスは、イギリス人の父親とアメリカ人の母親の間に生まれ、抑え難いエネルギーと楽天主義とに支えられた深いロマン主義という特質を、生まれついて負わされていた。王立音楽大学でスタンフォードに師事したのち、第一次世界大戦に従軍、復員後に作曲活動に入る。
初期作品では、『テノールとピアノ、弦楽合奏のための協奏曲』や、ソプラノと室内オーケストラのための『騒動』（Rout）など、風変わりな編成のための作品が見られる。これらの作品で声楽家はヴォカリーズにより言葉を発さず、楽器として扱われている。また初期作品でブリスはストラヴィンスキーとドビュッシーの影響を受けていた。1922年の『色彩交響曲』では、ジャズに触発されつつ、音楽といくつかの色の関係を模索するという、共感覚的な発想が繰り広げられている。
一方でエルガーとも親交があり、その影響も受けていた。1920年代後半から、『牧歌』や合唱交響曲『朝の英雄たち』によりイギリス音楽の伝統に回帰。1927年の『オーボエと弦楽のための五重奏曲』（レオン・グーセンスの委嘱）でも、バグパイプ風の音型や古いケルト的な感性が郷愁に満ちた世界を生み出している。1930年代には、映画『来るべき世界』の音楽やバレエ音楽『チェックメイト』などの代表作を手懸ける。ブリスは野心家の多作家であり、作品が実際に受けたよりも幅広い層から国際的に支持されることを望んでいた。このような意図の作品に、『序奏とアレグロ』や、ソロモンが1939年ニューヨーク万博で初演した『ピアノ協奏曲』がある。
第二次世界大戦中に英国放送協会の音楽監督に就任し、戦後は音楽番組をBBCラジオの3つの局のそれぞれで行うという案を実行に移した。1950年にはナイトに叙爵され、1953年にはバックスの後任として王室音楽監督（女王の音楽師範）に任命された。
戦後の作曲活動は、望んだような成功が得られず、失意のうちに終わった。オペラ『オリュンポスの神々』はコヴェント・ガーデンでの全幕上演にもかかわらず人気が得られず、カンタータ『八福』は、ブリテンの『戦争レクイエム』の成功をよそに、忘れ去られた。巨匠ロストロポーヴィチのために作曲された『チェロ協奏曲』はオールドバラ音楽祭で初演されたが、ブリテンの『チェロ交響曲』、デュティユーやルトスワフスキのチェロ協奏曲の陰に隠れてしまっている。ブリスは自作のいくつかにすぐれた解釈で録音を残したが、他の指揮者に広く受け入れられたとはいえない。最後の管弦楽の大作であり、絶筆となった『メタモルフォーゼ変奏曲』は1972年に初演されたが、ブリスの望んでいたストコフスキーの指揮は実現しなかった。
なお、1964年にロンドン交響楽団の来日公演に同行し、『色彩交響曲』や『チェックメイト』などの自作を指揮している。

## 文献
- Bliss, Arthur (1970). As I Remember. London: Faber and Faber. OCLC 656105053
- Bliss, Arthur; Gregory Roscow, ed. (1991). Bliss on Music: Selected Writings of Arthur Bliss, 1920–1975. Oxford: Oxford University Press. ISBN 0-19-816222-7
- Haltrecht, Montagu (1975). The Quiet Showman – Sir David Webster and the Royal Opera House. London: Collins. ISBN 0 00 211163 2
- Kennedy, Michael (1987). Adrian Boult. London: Hamish Hamilton. ISBN 0-333-48752-4
- Kennedy, Michael (1989). Portrait of Walton. Oxford: Oxford University Press. ISBN 0-19-816705-9
- Rees, Terence (1964). Thespis. London: Dillon's University Bookshop. OCLC 5116329